# Toxorhynchites
Toxorhynchites (лат.) — род насекомых из семейства кровососущих комаров, единственный в подсемействе Toxorhynchitinae.

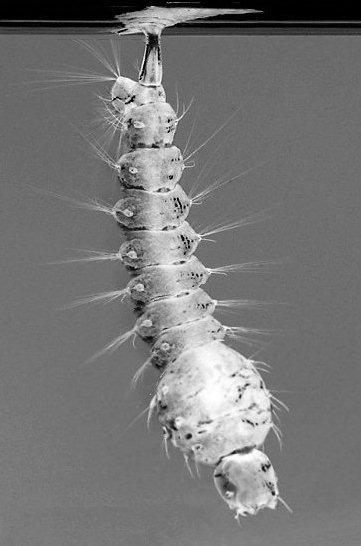
Личинка

Являются одними из немногих не кровососущих комаров. Имаго питаются нектаром, соком подгнивших фруктов, а личинки охотятся на личинок других видов комаров. Подобный рацион личинок обусловлен необходимостью личинок в насыщенной белками и липидами пище во время своего развития. Также известны случаи каннибализма среди личинок. В ископаемом состоянии род известен из мексиканского янтаря.